# Lavotchkin La-5
O Lavochkin La-5 (Em russo: Лавочкин Ла-5) foi um caça da União Soviética da Segunda Guerra Mundial. Ele foi um desenvolvimento e refinamento da versão anterior o LaGG-3, que possuía motor em linha, por um motor mais potente o Shvetsov ASh-82 radial. Ele foi o avião de guerra mais capaz da Força Aérea Soviética, hábil para combater os designs da Alemanha Nazista em pé de igualdade.

## Operadores
Tchecoslováquia
Força Aérea Checoslovaca conhecido como S-95
Guarda Nacional de Segurança Checoslovaca
 Mongólia
Força Aérea do Exército Popular da Mongólia
Esquadrão Mongol Arat
 Polónia
Força Aérea Polaca - somente uma aeronave
 União Soviética
Força Aérea Soviética

## Galeria

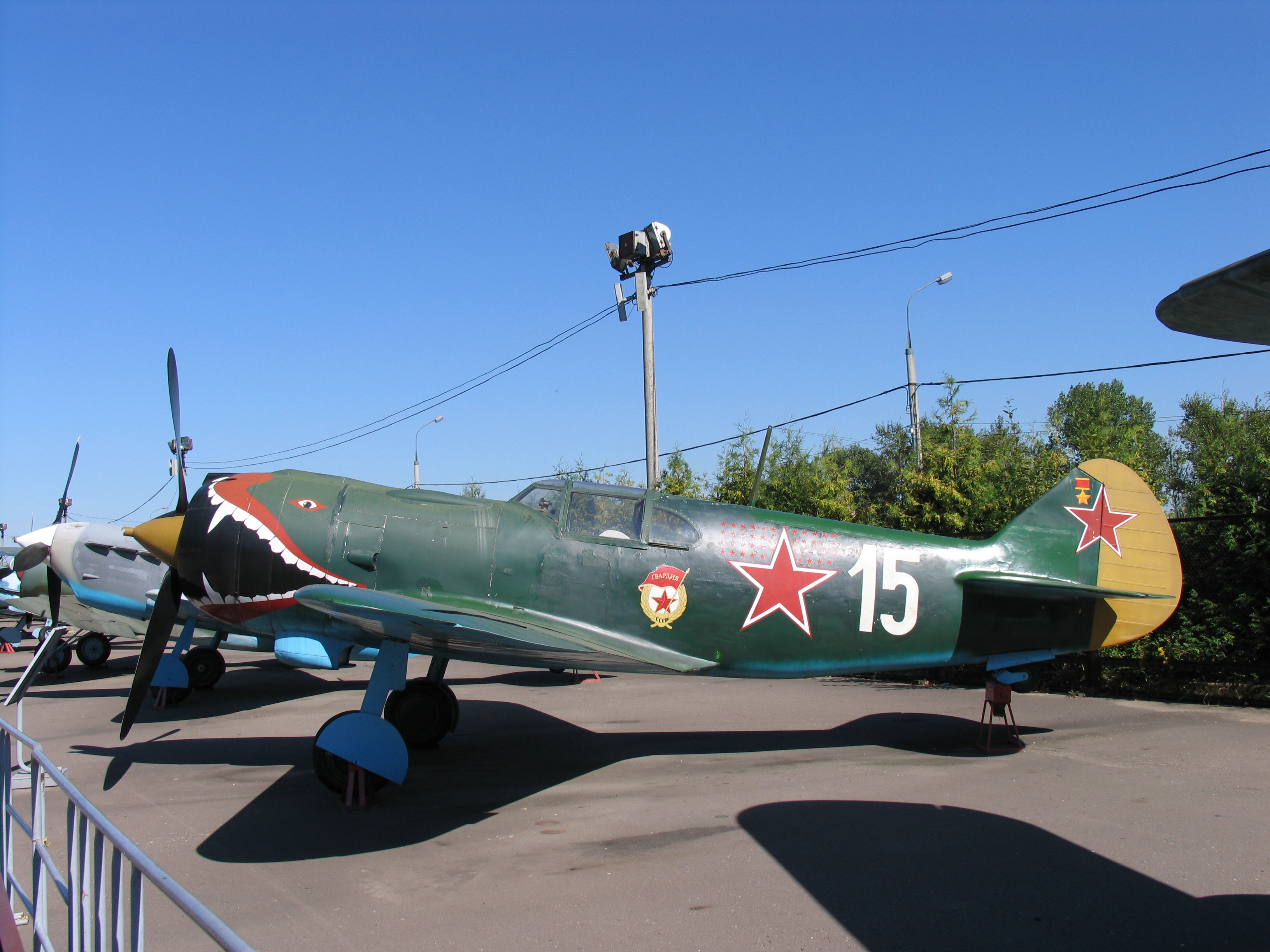
Réplica do Lavochkin La-5 do Capitão Georgii Dmitrievich Kostylev do 4º GIAP, que serviu em 1943 em Leningrado. A réplica encontrava-se no Museum of the Great Patriotic War em Moscou, c.2005.
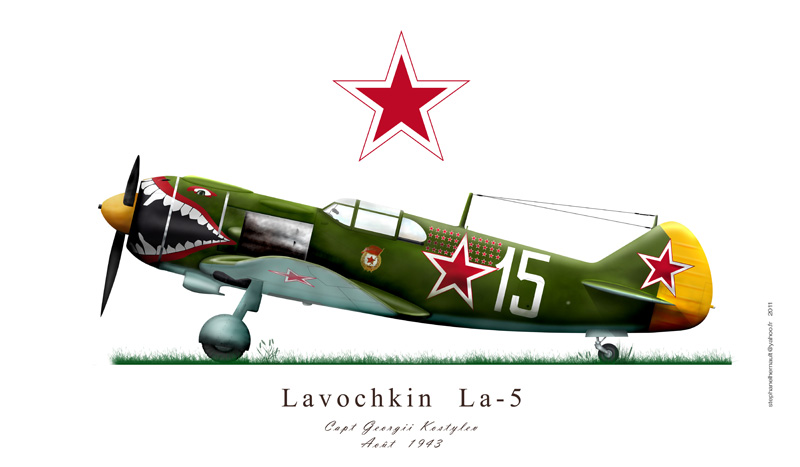
La-5
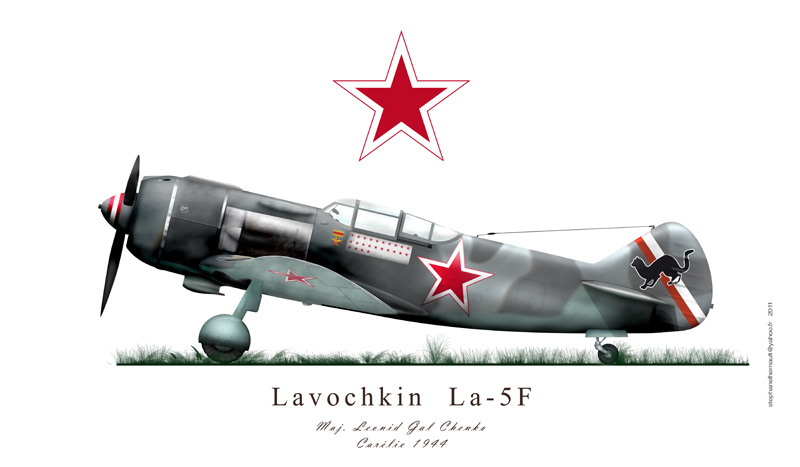
La-5F
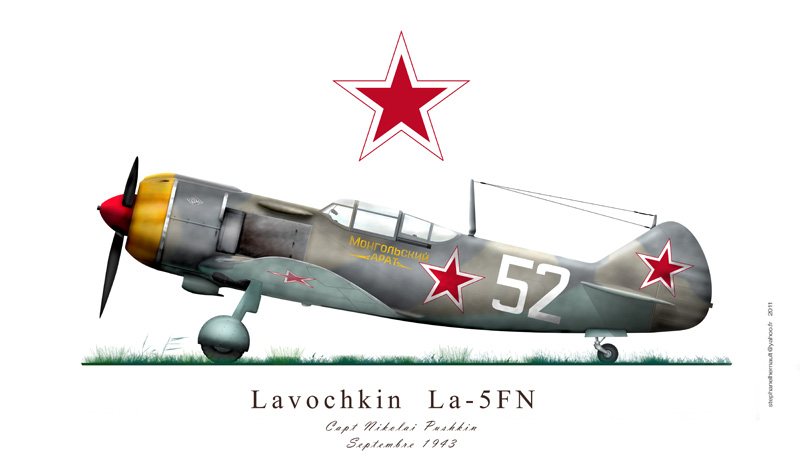
La-5FN
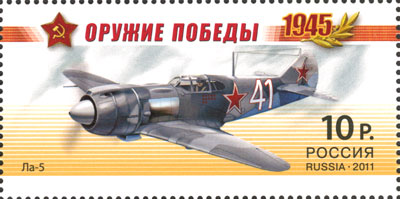
La-5 em selo russo.